# Біллі Блейзес, есквайр
«'Біллі Блейзес, есквайр»' (англ. Billy Blazes, Esq.) — американська короткометражна кінокомедія режисера Гела Роача 1919 року.

## Сюжет
Містечко золотошукачів «Спокійна Долина» — грубе місце, і шериф «Сором'язливий Револьвер» нічого не може зробити з цим, з тих пір як Чарлі-Ворон став контролювати місто і гральний бізнес. Чарлі вигнав власника таверни з міста і взяв його дочку Нел в заручниці. Але коли Біллі Блейзес побачив справжнє обличчя Чарлі, він рятує Нел і повертає таверну її батькові.

## У ролях
- Гарольд Ллойд — Біллі Блейзес
- Снуб Поллард — шериф «Сором'язливий Револьвер»
- Бібі Данієлс — Нел
- Семмі Брукс
- Біллі Фей
- Ной Янг